# 瑪莉蓮·亞隆
瑪莉蓮·亞隆（Marilyn Yalom，1932年3月10日—2019年11月20日）是一位女性主義作者及歷史學者。是美國史丹佛大學「女性與性別研究所」資深研究者，曾擔任法語系教授。
丈夫是心理學家歐文·亞隆。

## 經歷
1961-1962年擔任夏威夷大學法語講師。
1963-1967年擔任加州州立大學東灣分校助理教授。
1963年取得約翰·霍普金斯大學博士學位；1953年取得索邦大學文學學士學位。
1984-1985年間擔任美國史丹佛大學「女性與性別研究所」所長。
2019年過世

## 作品
- 《太太的歷史》(A History of the Wife)，2003年，繁體中文版由心靈工坊出版，ISBN 957-285-652-9
- 《女王駕到》(Birth of the Chess Queen)，2006年，張老師出版，ISBN 957-693-655-1
- 《法國人如何發明愛情》(How the French Invented Love)，2016年，上海文藝出版，ISBN 9787532159079
- （合著）《閨蜜》(The Social Sex: A History of Female Friendship)，2018年，貓頭鷹出版，ISBN 978-986-262-368-8
- 《乳房的歷史》(A History of the Breast)，2019年，麥田出版，ISBN 978-986-344-619-4
- 《母道、死亡與瘋狂的文學》(Maternity, Mortality, and the Literature of Madness)，1985年
- 《血誓姊妹：女性回憶中的法國大革命》(Blood Sisters：The French Revolution in Women's Memory)，1993年
- 《死亡與生命手記：關於愛、失落、存在的意義》(A Matter of Death and Life: Love, Loss and What Matters in the End)，2021年，心靈工坊出版，ISBN 978-986-357-221-3

## 外部連結
- .   [2019-08-06]. （原始内容存档于2021-04-01）.